# Взаперти (фильм, 2016)
«Взаперти» (англ. Shut In) — франко-канадский психологический триллер 2016 года британского режиссёра Фэррена Блэкберна. Главные роли исполнили Наоми Уоттс, Чарли Хитон и Джейкоб Трамбле. Премьера в США состоялась 11 ноября 2016 года, во Франции — 30 ноября.

## Сюжет
Из-за проблем с поведением в школе родители решают перевести 18-летнего сына Стивена в другую школу, где он будет жить отдельно от них. В пути машина, в которой отец везёт сына, попадает в аварию, Ричард Томпсон погибает, а Стивен становится лежачим и не воспринимающим окружающее инвалидом. Жена Ричарда Мэри, детский психолог, остаётся одна, ухаживая за Стивеном (ей он приходится пасынком) и время от времени принимая пациентов. Они живут в большом загородном доме в отдалении от другого жилья.
Проходит полгода. Зимой в числе прочих пациентов Мэри проводит сеансы с девятилетним немым сиротой Томом, к которому проникается симпатией. Тома должны скоро перевезти в другой город, однако ночью после последнего сеанса Мэри обнаруживает, что Том разыскал её дом и снова пришёл к ней. Она укладывает его спать, но ночью слышит звук открываемой двери, и Том исчезает. Его считают погибшим, потому что выжить на улице в такой холод маленький мальчик не смог бы. Параллельно Мэри знакомится с разведённым Дагом, который также приводит своего сына-подростка на сеансы к Мэри. Приближается снежная буря, и дом Мэри может оказаться на несколько дней отрезанным от внешнего мира. Даг предлагает Мэри поехать с ними в город на несколько дней, но она отказывается, сославшись на невозможность оставить Стивена.
Тем временем Мэри с трудом может спать по ночам, потому что ей всё время мерещатся звуки шагов и открываемых дверей, она также уверена, что видела в доме Тома. Доктор Уилсон, консультирующий Мэри по скайпу, убеждает её, что ей просто надо отдохнуть, однако обещает провести сданный недавно Мэри анализ крови. Также Мэри начинает переговоры о переводе Стивена в специализированную клинику, поскольку ей психологически трудно видеть в нём только бесчувственное тело.
Вечером, когда за окном начинается снежная буря и электричество отключается, Мэри спускается в подвал за керосиновой лампой и видит там закрытую на замок дверцу. Сходив за ключами, она обнаруживает за дверцей запертого Тома, а обернувшись, видит вставшего со своего кресла Стивена, который оглушает её. На мониторе своего ноутбука доктор Уилсон также замечает, что Стивен, которого все считали полностью парализованным, встал. Готовые анализы Мэри показали, что в её крови обнаружилось большое содержание вредных для неё лекарств, которые выписывались для Стивена. Заподозрив неладное, Уилсон направляется к Мэри сквозь метель.
Стивен связывает Мэри в ванной и говорит ей о том, что он всегда мечтал быть с ней вместе, чтобы она заботилась только о нём, и поэтому симулировал болезнь, когда пришёл в себя после аварии. Но она привела в дом другого мальчика, которого Стивен поймал и запер в подвале, а теперь собирается убить. Стивен идёт в подвал, а Мэри освобождается от верёвок и следует за ним. Ей удаётся увести Тома и спрятаться в шкафу для одежды, пока Стивен разыскивает их по дому с молотком в руках. Приезжает доктор Уилсон, которого Стивен убивает.
Пытаясь выбраться из дома, где Стивен заколотил все окна и двери, Мэри видит у порога запорошенный труп Дага, который, по-видимому, в какой-то момент решил прийти к ней на помощь. Наконец, после борьбы с обезумевшим Стивеном Мэри и Том выбираются на улицу и бегут к реке. Там Стивен пытается утопить Тома, но Мэри убивает его ударом молотка, и Стивен падает в реку.
В эпилоге показано, как Мэри привозит Тома в комиссию по усыновлению.

## В ролях
- Наоми Уоттс — Мэри Портман
- Чарли Хитон — Стивен Портман
- Питер Аутербридж — Ричард Портман
- Джейкоб Трамбле — Том Паттерсон
- Оливер Платт — Доктор Уилсон
- Дэвид Кьюбитт — Даг Харт
- Алекс Браунстайн — Аарон Харт
- Клементин Поидац — Люси, ассистентка Мэри
- Кристал Бэлинт — Грейс

## Критика
Несмотря на участие ряда известных актёров, фильм получил в основном отрицательные отзывы, а Наоми Уоттс была номинирована за «худшую женскую роль» на кинопремию «Золотая малина» 2017 года за участие в фильмах «Взаперти» и «Дивергент, глава 3: За стеной».
На Rotten Tomatoes фильм получил 8 % одобрения на основе 38 рецензий, со средним баллом 2.9/10. На Metacritic у фильма 25 из 100 баллов на основе 14 отзывов.